# 21.º Exército (Alemanha)
A 21ª Exército (em alemão:21. Armee) foi um exército de campo alemão durante a Segunda Guerra Mundial.

## Comandantes
| Comandante                                   | Data                                    |
| -------------------------------------------- | --------------------------------------- |
| General der Infanterie Kurt von Tippelskirch | 27 de abril de 1945 - 2 de maio de 1945 |

## Chiefs of Staff
| Oberst Ulrich Freiherr von Varnbüler und zu Hemmingen | 27 de abril de 1945 - 2 de maio de 1945 |

## Oficiais de operações
| Oberstleutnant Carl-Otto von Hinckeldey | 27 de abril de 1945 - 2 de maio de 1945 |

## Área de operações
| Norte da Alemanha | abril de 1945 - maio de 1945 |